# Mistrzostwa Ukrainy w hokeju na lodzie (2022/2023)
Mistrzostwa Ukrainy w hokeju na lodzie (2022/2023) jako 31. sezon rozgrywek o mistrzostwo Ukrainy w hokeju na lodzie.

## Opis
31 sierpnia Federacja Hokeja Ukrainy ogłosiła, że rozpoczęcie przyjmowania zgłoszeń do udziału w sezonie 2022/2023 mistrzostw Ukrainy. Termin składania zgłoszeń wyznaczono na czas od 31 sierpnia do 20 września 2022. Kluby wnioskujące zobowiązano do podpisania regulaminu rozgrywek i protokołu prowadzenia zawodów w stanie wojennym. Start sezonu zaplanowano na początek października 2022. Wnioski o angaż do sezonu zgłosiły kluby Sokił Kijów, Charkiwśki Berserky (z uwagi na ostrzał Charkowa podczas inwazji Rosji na Ukrainę za miejsce rozgrywania domowych meczów drużyny wybrano Winnicę), HK Krzemieńczuk, Lehion Kałusz, Dnipro Chersoń (z powodu na trwającą okupację Chersonia przez wojska rosyjskie za miejsce rozgrywania domowych meczów drużyny wybrano Kałusz).
W trakcie spotkania przedstawicieli dotychczas pięciu anonsowanych uczestników mistrzostw 15 września 2022 wymieniono trzy lodowiska, uznane za podstawowe do gry w sezonie: Pałac Sportu w Kijowie, Ajsberg w Krzemieńczuku i Lodowyj Stadion w Kałuszu, zaś start rozgrywek zaplanowano na 6 października 2022. 2 października 2022 ogłoszono, że w regulaminie sezonu 2022/2023 mistrzostw Ukrainy FHU wprowadziła zakaz występów dla zawodników z Rosji i z Białorusi.
4 października 2022 oficjalnie ogłoszono, że do sezonu przystąpi sześć drużyn. Potwierdzono rozgrywanie spotkań na trzech ww. lodowiskach. Postanowiono, że na starcie sezonu - z uwagi na trwające działania wojenne - mecze będą rozgrywane bez udziału publiczności. W Pałacu Sportu w Kijowie swoje mecze domowe rozegrają Sokił Kijów i HK Kijów, na lodowisku Ajsberg w Krzemieńczuku będą grać w roli gospodarza HK Krzemieńczuk i Charkiwśki Berserky, a na Lodowym Stadionie w Kałuszu gospodarzami będą Lehion Kałusz i Dnipro Chersoń.
Federacja Hokeja Ukrainy nie przyznała prawa do organizowania zawodów innym strukturom, takim jak Ukraińska Hokejowa Liga, w związku z czym zdecydowano o samodzielnej organizacji mistrzostw Ukrainy. Po rozpadzie ligi w sezonie 2021/2022 do edycji 2022/2023 nie przystąpiły zespoły klubów Donbas Donieck, HK Kramatorsk, HK Mariupol.
W Pałacu Sportu w Kijowie swoje mecze domowe rozegrają Sokił Kijów i HK Kijów, na lodowisku Ajsberg w Krzemieńczuku będą grać w roli gospodarza HK Krzemieńczuk i Charkiwśki Berserky, a na Lodowym Stadionie w Kałuszu im. Stepana Bandery gospodarzami będą Lehion Kałusz i Dnipro Chersoń.

## Uczestnicy
| Klub                | Lodowisko               | Główny trener      | Asystent trenera                  |
| ------------------- | ----------------------- | ------------------ | --------------------------------- |
| Charkiwśki Berserky | Ajsberg, Krzemieńczuk   | Pawło Łehaczew     | Ihor Szamański, Bogdan Kuraszow.  |
| Dnipro Chersoń      | Lodowyj Stadion, Kałusz | Ołeksandr Bobkin   | Rusłan Borysenko                  |
| HK Kijów            | Pałacu Sportu, Kijów    | Dmytro Pidhurski   | Wadym Szachrajczuk (kurator)      |
| HK Krzemieńczuk     | Ajsberg, Krzemieńczuk   | Ołeksandr Sawycki  | Ołeksandr Sokołow, Dmytro Sumeć   |
| Lehion Kałusz       | Lodowyj Stadion, Kałusz | Albert Szafikow    | Serhij Witer                      |
| Sokił Kijów         | Pałacu Sportu, Kijów    | Kostiantyn Simczuk | Artem Bondariew, Andrij Sawczenko |

## Sezon zasadniczy
W sezonie zasadniczym zaplanowano 30 meczów do rozegrania przez każdą z drużyn. Termin rundy zasadniczej ustalono na czas od 6 października 2022 do 5 marca 2023. Przywrócono zasadę trzech punktów za zwycięstwo (w poprzedniej edycji 2021/2022 były dwa punkty za wygrany mecz).
W trakcie sezonu członkowie sztabów trenerskich drużyn Sokiłu, Dnipra i Berserków zostali włączeniu do składów zawodniczych swoich drużyn.
| Msc. | Zespół              | M  | W  | WDK | PDK | P  | G+  | G-  | +/-  | Pkt |
| ---- | ------------------- | -- | -- | --- | --- | -- | --- | --- | ---- | --- |
| 1    | HK Krzemieńczuk     | 30 | 23 | 1   | 1   | 5  | 158 | 60  | +98  | 72  |
| 2    | Dnipro Chersoń      | 30 | 23 | 0   | 1   | 6  | 152 | 71  | +81  | 70  |
| 3    | Sokił Kijów         | 30 | 20 | 3   | 0   | 7  | 125 | 55  | +70  | 66  |
| 4    | Lehion Kałusz       | 30 | 11 | 1   | 4   | 14 | 110 | 119 | -9   | 39  |
| 5    | HK Kijów            | 30 | 4  | 2   | 1   | 23 | 62  | 172 | -110 | 17  |
| 6    | Charkiwśki Berserky | 30 | 1  | 1   | 1   | 27 | 61  | 191 | -130 | 6   |

Legenda:

Msc. = lokata w tabeli, M = liczba rozegranych spotkań, W = Liczba meczów wygranych, WDK = Liczba meczów wygranych po dogrywce lub po karnych, PDK = Liczba meczów przegranych po dogrywcelub po karnych, P = Liczba meczów przegranych, G+ = Gole strzelone, G- = Gole stracone, +/- = Bilans bramkowy, Pkt = Liczba zdobytych punktów

      = Awans do półfinału play-off

## Faza play-off
Do fazy play-off przewidziano awans czterech pierwszych zespołów sezonu zasadniczego. Na ten etap przewidziano czas od 12 do 31 marca 2023. Rywalizacja w parach toczyć się będzie do trzech zwycięstw.
|  | Runda półfinałowa           | Runda półfinałowa           | Runda półfinałowa           | Runda półfinałowa           | Runda półfinałowa           | Runda półfinałowa           |  |  | Runda finałowa            | Runda finałowa            | Runda finałowa            | Runda finałowa            | Runda finałowa            | Runda finałowa            | Runda finałowa            | Runda finałowa            | Runda finałowa            | Runda finałowa            |
|  |                             |                             |                             |                             |                             |                             |  |  |                           |                           |                           |                           |                           |                           |                           |                           |                           |                           |
|  | Nr                          | Nazwa zespołu               | Stan                        | M1                          | M2                          | M3                          |  |  | Nr                        | Nazwa zespołu             | Stan                      | M1                        | M2                        | M3                        | M4                        | M5                        | M6                        | M7                        |
|  |                             |                             |                             |                             |                             |                             |  |  |                           |                           |                           |                           |                           |                           |                           |                           |                           |                           |
|  | Mecze 1. pary o miejsca 1-4 |                             |                             |                             |                             |                             |  |  |                           |                           |                           |                           |                           |                           |                           |                           |                           |                           |
|  | 1                           | HK Krzemieńczuk             | 3                           | 5                           | 6                           | 5                           |  |  |                           |                           |                           |                           |                           |                           |                           |                           |                           |                           |
|  | 4                           | Lehion Kałusz               | 0                           | 1                           | 2                           | 0                           |  |  | Rywalizacja o mistrzostwo | Rywalizacja o mistrzostwo | Rywalizacja o mistrzostwo | Rywalizacja o mistrzostwo | Rywalizacja o mistrzostwo | Rywalizacja o mistrzostwo | Rywalizacja o mistrzostwo | Rywalizacja o mistrzostwo | Rywalizacja o mistrzostwo | Rywalizacja o mistrzostwo |
|  |                             |                             |                             |                             |                             |                             |  |  | 1                         | HK Krzemieńczuk           | 2                         | 5                         | 0                         | 2                         | 4                         | 0                         |                           |                           |
|  | Mecze 2. pary o miejsca 1-4 | Mecze 2. pary o miejsca 1-4 | Mecze 2. pary o miejsca 1-4 | Mecze 2. pary o miejsca 1-4 | Mecze 2. pary o miejsca 1-4 | Mecze 2. pary o miejsca 1-4 |  |  | 3                         | Sokił Kijów               | 3                         | 4                         | 1                         | 4                         | 2                         | 1                         |                           |                           |
|  | 2                           | Dnipro Chersoń              | 0                           | 2                           | 1                           | 1                           |  |  |                           |                           |                           |                           |                           |                           |                           |                           |                           |                           |
|  | 3                           | Sokił Kijów                 | 3                           | 3                           | 4                           | 3                           |  |  |                           |                           |                           |                           |                           |                           |                           |                           |                           |                           |
|  |                             |                             |                             |                             |                             |                             |  |  |                           |                           |                           |                           |                           |                           |                           |                           |                           |                           |
|  |                             |                             |                             |                             |                             |                             |  |  |                           |                           |                           |                           |                           |                           |                           |                           |                           |                           |

W finale wygrał Sokił pokonując Krzemieńczuk w meczach 3:2 (w decydujący meczu padł wynik 1:0, a zwycięskiego gola zdobył w drugiej dogrywce Serhij Babyneć w 97 minucie gry).

## Nagrody
Po sezonie przyznano nagrody.
- Najlepszy strzelec sezonu: Witalij Lalka (Krzemieńczuk)
- Najlepszy bramkarz sezonu: Eduard Zacharczenko (Dnipro)
- Najlepszy obrońca sezonu: Jewhen Ratusznyj (Dnipro)
- Najlepszy napastnik sezonu: Serhij Babyneć (Sokił)
- Najbardziej Wartościowy Zawodnik (MVP) w rundzie zasadniczej: Witalij Lalka (Krzemieńczuk)
- Najbardziej Wartościowy Zawodnik (MVP) w fazie play-off: Serhij Babyneć (Sokił Kijów)
- Najlepszy trener sezonu: Ołeksandr Bobkin (Dnipro)